# Tengger Wetan
Tengger Wetan is een bestuurslaag in het regentschap Tuban van de provincie Oost-Java, Indonesië. Tengger Wetan telt 3341 inwoners (volkstelling 2010).